# 奥村祐介
奥村 祐介（おくむら ゆうすけ、1984年 - ）は、茨城県日立市出身の津軽三味線奏者。慶應義塾大学環境情報学部卒業。慶應義塾大学大学院政策・メディア研究科修了。現在会社員で師範、佐々木光祐（ささきみつゆう）を取得。

## 人物・来歴
小学2年生のとき、母親の薦めで佐々木光儀に入門。兄弟子に上妻宏光等がいる。
津軽三味線全国大会D級(中学生以下：現ジュニア部門)において史上最年少の11歳でチャンピオンとなる。その後、C級、B級でも最年少チャンピオンとなり、プロを対象としたA級でも、最年少入賞記録を持つ。
現在は、学業と両立させながら演奏活動を続けている。佐々木氏について幼少期から海外公演も多い。ニュージーランド公演の際、原住民マオリ族の民族音楽を演奏したところ、大きな反響を得たことをきっかけに、海外の音楽にも積極的に取り組んでいる。
また、ゲームが得意であり、シンガポールで行われた World Cyber Gamesアジアンチャンピオンシップ2008 のDotA Allstarsの部門において、日本代表として出場している。

### 受賞歴
- 1996年 津軽三味線全国大会D級部門チャンピオン
- 1997年 同一般C級部門チャンピオン
- 1998年 同一般B級部門3位入賞
- 1999年 同一般B級部門チャンピオン
- 1999年 日本民謡協会主催津軽三味線全国大会少年の部チャンピオン
- 2000年 津軽三味線全国大会一般A級部門入賞
- 2001年 同一般A級部門入賞
- 2001年 同東京大会一般部門入賞
- 2003年 同一般A級部門入賞
- 2004年 同一般A級部門準チャンピオン
- 2005年 同一般A級部門準チャンピオン